# Centrale nucleare di Kola
La centrale nucleare di Kola (in russo Кольская АЭС) è una centrale nucleare russa situata a Poljarnye Zori nell'oblast di Murmansk, è il primo impianto del sito, affiancato all'impianto di Kola 2. L'impianto è composto da 4 reattori in funzione per complessivi 1644 MW di tipologia VVER440.